# Opius lacarensis
Opius lacarensis är en stekelart som beskrevs av Fischer 1979. Opius lacarensis ingår i släktet Opius och familjen bracksteklar. Inga underarter finns listade i Catalogue of Life.